# Engrácia Cabenha
Engrácia Francisco Adão Bravo Cabenha, née en novembre 1948, est une officière militaire angolaise et militante anticoloniale. Elle est la seule femme du groupe de nationalistes qui envahissent les prisons coloniales de Luanda, le 4 février 1961,  donnant ainsi naissance à la guerre d’indépendance de l’Angola.

## Biographie
Engrácia Francisco Cabenha, surnommée « Reine du 4 février » et « Reine de la libération », n’a que 12 ans lorsqu’elle prend part aux événements du 4 février 1961 ayant conduit à l’assaut des prisons coloniales de Luanda,.
Pour cela, elle se soumet à des examens médicaux prouvant sa virginité avant d'être enfermée pendant 90 jours dans une maison, où elle est contrainte à une période de jeûne et de préparation spirituelle,. 
Le 4 février 1961, elle est la seule femme parmi les 3 123 combattants ayant investi les prisons de Luanda, l'Emissora Rádio Nacional de Angola et le siège des Correios de Angola. Cet évenement déclenche ainsi donc la lutte armée pour la libération de l’Angola,,.
Par la suite, Engrácia rejoint le Destacamento féminin des Forces armées populaires de libération de l'Angola (FAPLA) pour la lutte anticoloniale en Angola.
Cabenha détient le grade de Lieutenant général et figure dans la réserve des Forces armées angolaises.